# Haylāna
Haylāna (gest. 789/90) war eine Sklavin und Konkubine des fünften Abbasiden-Kalifen Harun al-Raschid.

## Leben
Haylāna wurde dem Kalifen Harun al-Raschid von seinem Wesir Yahya Ibn Chalid, dem Barmakiden, geschenkt, war seine erste Konkubine und eine seiner Favoritinnen. Ihr Tod im Jahr 789/790, drei Jahre nachdem Harun al-Raschid sie erworben hatte, war für Harun al-Raschid ein schwerer Schlag, er verfasste poetische Zeilen, in denen er sich selbst vor Trauer den Tod wünschte.

## Rezeption
Der irakisch-abbasidische Geschichtsschreiber Ibn al-Sa‘i (1197–1276) erwähnt Haylāna in seinem Werk Die Frauen der Kalifen.

## Weiteres
Neben der Haylāna des Harun al-Raschid kennen die arabischen Historienwerke noch mindestens eine weitere Sklavin namens Haylana, die im Geschichtswerk Masālik al-abṣār von Ibn Fadlallah al-Umari (1301–1349) erwähnt wird. Sie war eine Sängersklavin und stammte aus dem Hedschas.